# Ministeri de l'Interior del Kirguizstan
El Ministeri de l'Interior del Kirguizstan (en kirguís: Кыргыз Республикасынын Ички Иштер Министирлиги, en rus: Министерство внутренних дел Киргизской Республики) és un ministeri del Govern que està vinculat a les Forces Armades de la República del Kirguizstan. L'organització també dirigeix la Força Fronterera del Kirguizstan i administra l'Acadèmia del Ministeri de l'Interior de la República del Kirguizstan. L'actual ministre és Ulan Niyazbekov.
El Ministeri de l'Interior realitza una vigilància diària en Internet per detectar qualsevol indici de continguts prohibits com la propaganda o signes d'extremisme religiós i/o violència.

## Estructura
El ministeri té la següent estructura de lideratge:
- Ministre de l'Interior
- Primer Viceministre de l'Interior
- Viceministre
- Viceministre
- Viceministre

## Història

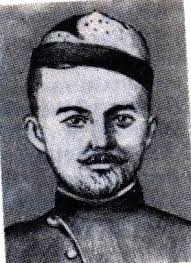
Baltykhodja Sultanov, el fundador de la policia de la regió d'Oix de la República Socialista Soviètica del Kirguizstan.

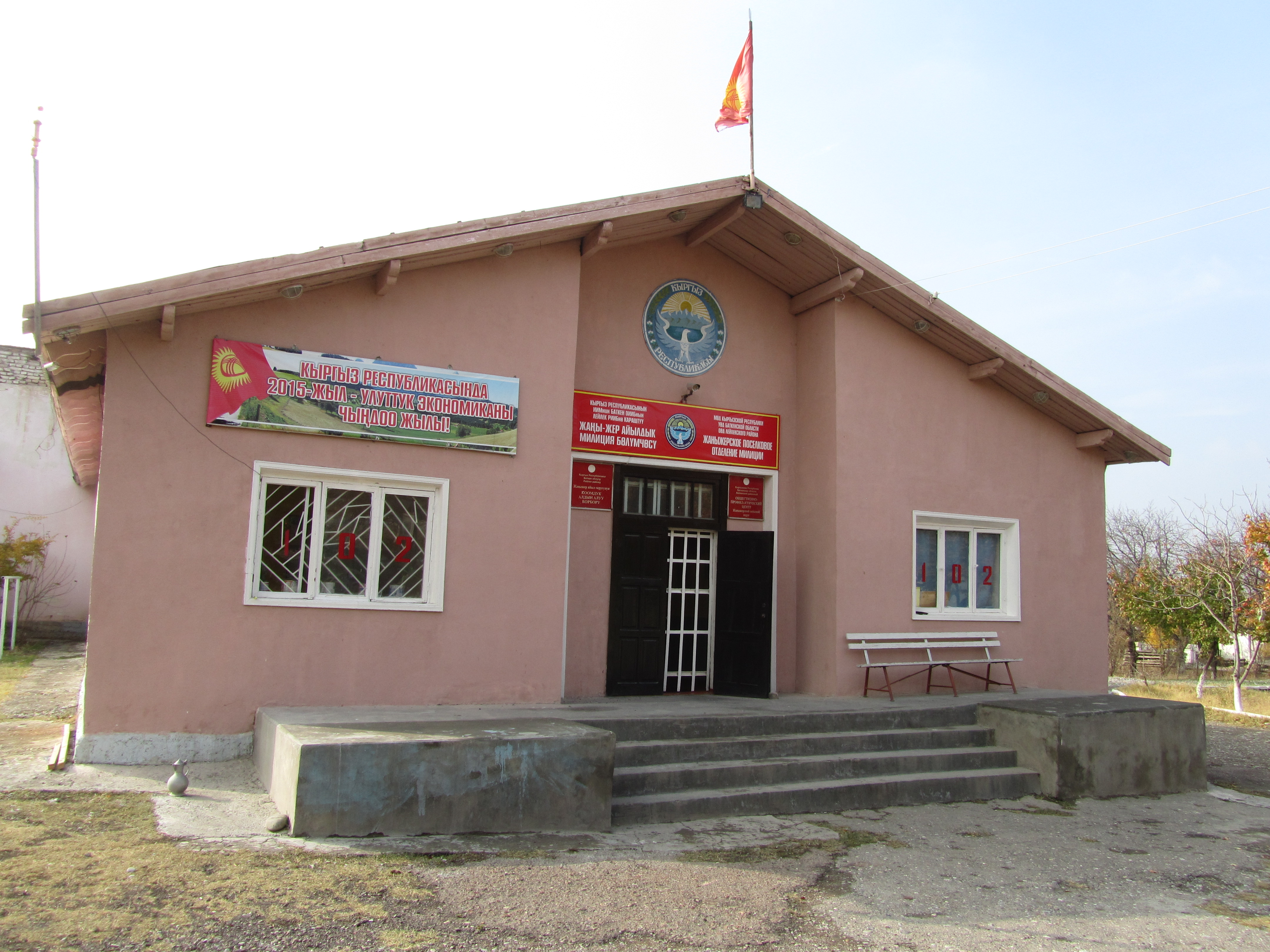
Una comissaria de policia del poble de Borborduk.

El 21 d'octubre de 1924, el Comitè Executiu Central de l'Óblast autònom Kara-Kirguís va crear un Comitè Revolucionari encapçalat per Imanali Aidarbekov com a força policial de l'óblast. L'1 de novembre, el comitè va començar a funcionar com una força policial. Aquest dia es considera l'aniversari de la policia del país. En 1960 es va crear el Ministeri de l'Interior de l'URSS, i també es van fundar ministeris de l'interior en les repúbliques de l'URSS, inclosa la del Kirguizstan. El 17 de desembre de 1968, el Ministeri de Protecció Ambiental de la República Socialista Soviètica del Kirguizstan va passar a denominar-se Ministeri de l'Interior de la República Socialista Soviètica del Kirguizstan. El 19 de maig de 1969 es va obrir l'Escola Secundària Especial de Frunze de la Militsiya del MVD amb el propòsit de formar a joves civils per al servei en la policia de la ciutat de Frunze (actualment Bixkek).
En 1991, el ministeri es va convertir en una organització independent després de la caiguda de l'URSS aquest any. El 23 de juliol de 1998, el Govern kirguís va aprovar la Resolució Núm. 490, "El concepte de desenvolupament del Ministeri de l'Interior de la República Kirguís", que va ser la posició oficial del Ministeri de l'Interior sobre les principals tendències i principis del millorament de l'activitat operacional i de servei durant el període de transició. Entre 1999 i 2005, el Ministeri de l'Interior va iniciar un procés de reforma durant el qual es va reduir en un 50% la quantitat de serveis d'assumptes interns. La Direcció General de Serveis Penitenciaris es va transferir al Ministeri de Justícia, mentre que el Servei Estatal de Bombers es va transferir al Ministeri de Situacions d'Emergència del Kirguizstan. La majoria dels experts en la matèria van considerar que el període de reformes de set anys va ser un fracàs, ja que no va produir resultats destacables. El 30 d'abril de 2013, el Govern va definir la direcció del nou rumb de les reformes policials anunciant el començament de la vigilància pública dels canvis en els organismes encarregats de fer complir la llei.

## Llista de ministres
- Felix Kulov (1991)
- Abdybek Sutalinov (1992 – 1995)
- Madabek Moldashev (1995 – 1996)
- Omurbek Kutuev (1996 – 2000)
- Tashtemir Aitbaev (2000 – 2002)
- Temirbek Akmataliev (gener – maig 2002)
- Bakr Subanbekov (maig 2002 – 23 març 2005)
- Keneshbek Duishebaev (23 març 2005 – 24 març 2005)
- Mıktıbek Abdıldaev (24 març 2005 – juny 2005)
- Murat Sutalinov (juny 2005 – 2006)
- Osmonali Guronov (octubre – novembre 2006)
- Omurbek Suvanaliev (novembre 2006 – 2007)
- Bolotbek Nogoibaev (2007 – 2008)
- Moldomusa Kongantiyev (2008 – abril 2010)
- Bolotbek Sherniyazov (abril – juliol 2010)[9]
- Kubatbek Baibolov (juliol – setembre 2010)
- Akylbek Sultanov (setembre 2010 – 2012)
- Shamil Atahanov (2012 – 2013)
- Abdılda Suranchiev (2013 – 2014)
- Melis Turganbaev (2014 – 2016)
- Ulan Israilov (2016 – 2018)
- Kashkar Junushaliev (2018 – 2020)[10]
- Ulan Niyazbekov (2020 – actual)[11]